# 張葦航
張葦航（1986年5月25日—），綽號國動，桃園市人，是網路遊戲實況主，為瘋狗娛樂老板及負責人。其胞弟張嘉航（綽號「亞洲統神」）同為臺灣著名遊戲實況主。

## 生平

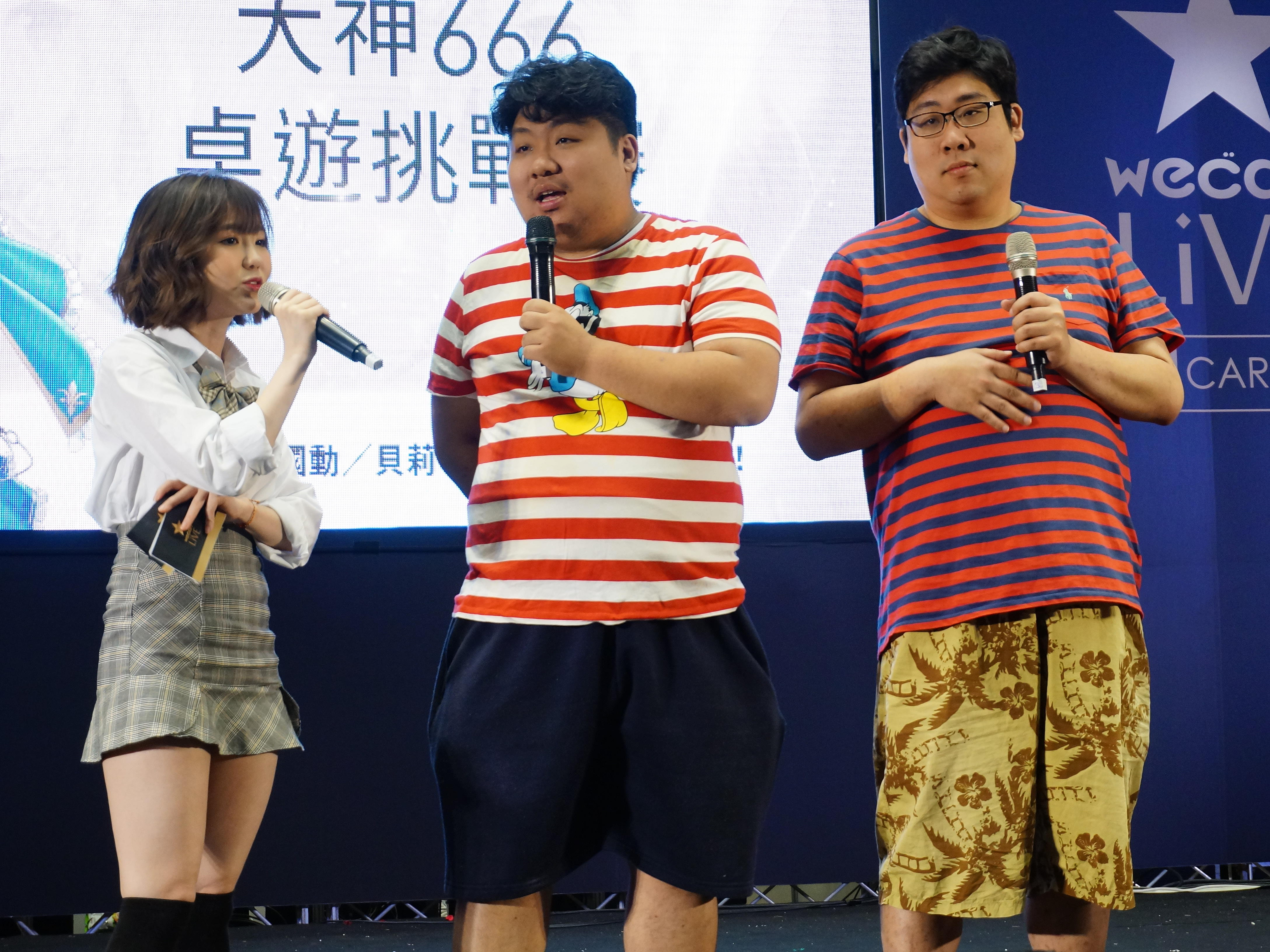
張葦航（右）、張嘉航（中）出席第一屆wecanLive遊戲動漫嘉年華

2020年2月，YouTube頻道從「張家兄弟滑起來」更名成「張家夫妻滑起來」，經紀公司證實，國動與KYT兩人在2019年聖誕節已經登記結婚。
2020年2月，張葦航離開蹦蛙數位娛樂，創立硬漢娛樂。2020年9月24日，硬漢娛樂改名為瘋狗娛樂。
2024年12月，張葦航參加弟弟亞洲統神張嘉航與蹦闆呂育銓的拳擊比賽，張葦航在貴賓席觀戰。
2025年3月23日，宣布將舉辦個人演唱會。

## 爭議

### 海灘褲事件
- 2018年7月8日，女性實況主「瑀熙」（前魔競娛樂旗下實況主田昕，2018年11月創立甜昕互動）在其YouTube頻道發表以約會為題材的影片《千萬不要穿這樣跟女生約會！NG男生穿著大解析》，批評男生約會穿著海灘褲是NG打扮。2018年7月18日，因不滿瑀熙批評男生約會穿著海灘褲是NG打扮，張葦航與旗下實況主「龜狗」蘇冠憲開直播辱罵瑀熙「百人斬」、「臭鮑魚」等字眼，遭瑀熙控告《中華民國刑法》「公然侮辱罪」[5]。

- 2020年1月2日，新北地方法院刑事庭一審宣判，張葦航與蘇冠憲言論構成公然侮辱罪，各判決拘役30天、拘役10天，可上訴、易科罰金新台幣三萬與一萬元[6]。

- 2020年7月16日，臺灣高等法院刑事庭認定一審判決無誤，駁回上訴定讞[7]。

- 2020年9月28日，新北地方法院民事庭一審宣判，張葦航與蘇冠憲構成侵權行為，須賠償瑀熙新台幣8萬元，並於臉書粉絲專頁置頂登文道歉7日[8]。

### 普悠瑪事件
- 2018年10月21日，台灣鐵路管理局普悠瑪列車在新馬車站發生重大出軌事故，釀成18死190傷慘劇。張葦航於實況時嗆聲「這些人都死好，普悠瑪的人都死好，都活該」，還嘲諷稱「愛搭普悠瑪，死好」、「怪你們窮，沒錢買車」、「能不能不要問我台灣賤畜的問題」。其爭議言論引發民眾公憤[9][10]。

- 2018年10月23日，張葦航在弟弟張嘉航的陪同下開記者會，向普悠瑪列車出軌事故受難者家屬道歉，並捐款新台幣20萬元予受難者家屬，且暫時退出《英雄聯盟》實況圈[11]。該事件發生後，原本與金剛直播合作的節目《QQPR滑起來》因此終止[12]。

### 其他
- 2021年7月15日，「統神」張嘉航與「Toyz」劉偉健於工商發生衝突，張嘉航聲稱與劉偉健不死不休後兩人決裂，被稱為「椅子哥事件」[13]。9月2日，遊戲廠商安排劉偉健與「國動」張葦航一同工商[14]，兩人於工商環節以「動哥」、「椅子哥」稱兄道弟並不時揶揄先前爭議內容，引發張嘉航不滿。
- 2022年5月2日，自「呱吉事件」[15]、「魔甘娜事件」[16]、「椅子哥事件」等事件，張嘉航不滿張葦航與劉偉健一同工商揶揄自己，因而在實況上對峙。張葦航願為「與劉偉健工商揶揄張嘉航」一事道歉，張嘉航聲稱一生都要重提此事拒絕接受道歉。張葦航經紀人郭彥彤為安撫張嘉航情緒表示該商案是廠商要求張葦航頂替，張嘉航認為後續未與廠商簽約亦不存在工商「頂替」一事，用「垃圾夫妻」等不雅言語辱罵兩人。張葦航不堪張嘉航長期固執己見言詞反覆之困擾，相約兩個禮拜後的工商上張本繼末後分道揚鑣[17]。5月6日，在實況上羞辱觀眾為夜班保全、搬磚工人、外送員等社會底層人士，被實況平台以仇恨言論為由Ban台[18]。觀眾不滿張葦航實況存檔內未保留全程紀錄，遮蔽仇恨言論片段欲蓋彌彰。開始在張葦航Youtube頻道上架影片給予壓倒性「倒讚懲罰」[19]。5月13日，張葦航收集證據[20]與張嘉航實況上「頂上對決」，兩方激烈口角後對上述事件無法達成共識[15]，結束溝通後張葦航於實況上聲稱日後雙方就是陌生人，不會提起對方亦不會同台合作。張葦航認為自身失言是觀眾故意激怒造成，刪減實況存檔亦是避免爭議言論外流，決議斬草除根永ban挑撥離間觀眾[21]。
- 2022年8月1日，自實況平台解Ban後，張葦航避免被永久封鎖改到其他實況平台直播。張葦航仍在原實況平台友人頻道上言語羞辱觀眾，張貼「我講一件一定會發生的」、「蔡英文死了」等言論經警方認定散佈謠言，由新北地方法院三重簡易庭裁定違反社維法罰款3000元[22]。

## 外部連結
- 鼻地大師國動-張葦航的Facebook專頁
- 張葦航的Instagram帳戶
- YouTube上的鼻地大師國動頻道
- 國動的Twitch频道
- 國動-張葦航（页面存档备份，存于）的浪PLAY頻道